# Leakeymys
Leakeymys ist eine ausgestorbene, aus dem mittleren Miozän Ostafrikas bekannte Gattung der Mäuseartigen.
Innerhalb dieser ist ihre Stellung unsicher und es wurde eine Verwandtschaft mit den Rennmäusen oder mit den Hamsterratten vermutet.
Benannt nach Louis Leakey wurde Leakeymys 1964 von René Lavocat beschrieben.

## Gebiss
Die unteren Backenzähne von Leakeymys sind typisch lophodont ohne Längsverbindungen zwischen den einzelnen Zahnleisten.
Zusätzlich sind Nebenhöcker vom muriden Typ vorhanden. Das Anteroconid ist leistenartig geformt und ohne Spuren eines Hufeisenmusters. Der dritte untere Backenzahn weist zwei Leisten auf.
Vom dritten unteren Backenzahn abgesehen ähnelt das allgemeine Kronenmuster dem der weiterentwickelten Taterillinen.

## Nomenklatur
Louis Leakey überließ René Lavocat drei Unterkiefer aus Fort Ternan im Westen Kenias. Diese beschrieb Lavocat am 13. Juni 1964 als neue Gattung und neue Art Leakeymys ternani und ordnete dieser vorläufig ein weiteres Schädelbruchstück mit stark abgenutzten Zähnen zu.
Der Gattungsname Leakeymys leitet sich von Louis Leakey und von altgriechisch mys ‚Maus‘ ab, das Artepitheton ternani vom Fundort.

## Systematik
Lavocat (1964) hält eine Verwandtschaft von Leakeymys mit den Rennmäusen, insbesondere den Nacktsohlen-Rennmäusen, für möglich.
Dem schließen sich Daxner-Höck (1972)
und Kowalski (1974)
an.
Daxner-Höck hält eine getrennte Entwicklung von den eurasischen Pseudomeriones und den europäischen Epimeriones für sicher.
Laut Pawlinow (2008) passt der dritte untere Backenzahn nicht zur zu den weiterentwickelt lophodonten Taterillinen führenden Entwicklung, da diese einen viel einfacheren dritten unteren Backenzahn besitzen.
Laut Pawlinow (1984)
sowie Tong und Jaeger (1993)
ist Leakeymys wahrscheinlich keine Rennmaus, sondern könnte enger mit den Hamsterratten verwandt sein.
Darauf weisen die zwei Leisten des dritten unteren Backenzahns sowie die Nebenhöcker vom muriden Typ, verbunden mit der hochentwickelten Lophodontie, hin.
McKenna und Bell (1997) geben die Stellung von Leakeymys innerhalb der Mäuseartigen als unsicher an.